# Edward D. White
Edward D. White (Lafourche megye, 1845. november 3. – Washington, 1921. május 19.) az Amerikai Egyesült Államok szenátora (Louisiana, 1891–1894).